# الدوري الأيرلندي الدرجة الأولى 1987–88
الدوري الأيرلندي الدرجة الأولى 1987–88 (بالإنجليزية: 1987–88 League of Ireland First Division)‏ هو موسم من الدوري الأيرلندي الدرجة الأولى ‏. أشرف على تنظيمه اتحاد أيرلندا لكرة القدم، وفاز فيه أثلون تاون ‏.